# South Nahanni River
South Nahanni River är ett vattendrag i Kanada.   Det ligger i territoriet Northwest Territories, i den centrala delen av landet, 3 500 km väster om huvudstaden Ottawa.
Trakten runt South Nahanni River är nära nog obefolkad, med mindre än två invånare per kvadratkilometer.